# Селькупська писемність
Селькупська писемність — писемність селькупської мови. За час свого існування кілька разів змінювала свою графічну основу та неодноразово реформувалася. В даний час селькупська писемність функціонує на кирилиці.

## Історія
Перша спроба створення селькупської писемності була зроблена в XIX столітті. У 1879 році Миколою Григоровським була складена і опублікована селькупський абетка і три невеликі книжки православного змісту на обському діалекті селькупської мови з використанням російського (кириличного) алфавіту. У 1900 році Архієпископ Томський і Алтайський Макарій випустив ще одну релігійно-просвітницьку книгу на близькій діалектної основі, також використавши кириличний алфавіт. Однак ці спроби не привели до поширення грамотності серед селькупів. 
На початку 1930-х років в рамках створення алфавітів для народів Півночі Росії, Сибіру та Далекого Сходу, для селькупської мови була розроблена нова система письма на латинській графічній основі з орієнтацією на північний (тазовсько-туруханський) діалект; почалося видання навчальної літератури та навчання селькупських дітей в школі рідною мовою. 
У 1937 році селькупська писемність була успішно перекладена на російську графіку. Це дестабілізувало і селькупську писемність, і шкільне навчання на селькупській мові. Поступово із засобу навчання він перетворився на предмет, а в середині 1950-х років був і зовсім вилучений зі шкільної програми. Одночасно припинилося видання на ньому навчальної літератури. Що ж стосується художньої літератури, то на селькупській мові вона ніколи не видавалася. Виняток становлять два пісенних тексти, опублікованих в салехардському збірнику «Північні розсипи» (1962). 
З початку 1980-х років робиться нова спроба зробити селькупську мову писемною. Новий алфавіт, розроблений на кириличній основі з орієнтацією на північний діалект, за два десятиліття зазнав деякої модифікації в бік більш адекватного відображення фонемного складу базового діалекту. Дотепер видано підручники селькупської мови для 1-3 класів початкової школи, книга для читання у 1-2 класах та в 4 класі і навчальний селькупсько-російський і російсько-селькупський словник. Авторами шкільних підручників є представники селькупської інтелігенції. Крім того, опубліковано підручник селькупської мови для вищих навчальних закладів. Це перший вузівський підручник мови корінних нечисленних народів Півночі Росії. Крім навчальної літератури та наукових публікацій фольклору наприкінці 1990-х років була видана невелика книга текстів селькупських пісень.

## Діалекти
Зараз існує два алфавіти — для північного та для південного діалектів. Оскільки діалекти південних селькупів істотно відрізняються від північних (тазовсько-туруханського) діалекту, підручники, створювані на цьому діалекті, непридатні для використання на півдні. На початку 1990-х років в Лабораторії мов народів Сибіру Томського державного педагогічного університету була розроблена система письма для діалектів південних селькупів. На базі середньообського говору був підготовлений і виданий селькупський буквар, шкільний словничок і розмовник. Ще один розмовник був опублікований на наримському говорі. Був також виданий збірник селькупських казок, який може бути використаний як шкільний навчальний посібник. У школах двох селищ Томської області почалося викладання локальних варіантів селькупської мови.
Слід зазначити, що основною галуззю використання селькупської писемності є освіта. За межами школи і вузу селькупська писемність (як на північному діалекті, так і на південних діалектах) практично не використовується.

### Селькупський алфавіт (латиниця)
| A a | Ā ā | B ʙ | Ç ç | D d | E e | Ə ə | Æ æ |
| F f | G g | H h | I i | Ь ь | J j | K k | L l |
| Ļ ļ | M m | N n | Ņ ņ | Ŋ ŋ | O o | Ɵ ɵ | P p |
| Q q | R r | S s | Ş ş | T t | Ţ ţ | U u | W w |
| Y y | Z z | ‘   |     |     |     |     |     |

Літери D d, F f, H h вживалися лише в запозичених словах.
Зараз існує два алфавіти — для північного та для південного діалектів.

### Північноселькупський алфавіт
| А а | Б б | В в | Г г | Д д | Е е | Ё ё | Ж ж |
| З з | И и | Й й | К к | Ӄ ӄ | Л л | М м | Н н |
| Ӈ ӈ | O o | Ө ө | Ӧ ӧ | П п | Р р | С с | Т т |
| У у | Ӱ ӱ | Ф ф | Х х | Ц ц | Ч ч | Ш ш | Щ щ |
| ъ   | Ы ы | ь   | Ә ә | Э э | Ю ю | Я я |     |

### Південноселькупський алфавіт
| А а | Б б | В в | Г г | Ӷ ӷ | Д д | Е е | Ё ё |
| Ж ж | Җ җ | З з | И и | И̇ и̇ | К к | Ӄ ӄ | Л л |
| М м | Н н | Ӈ ӈ | O o | Ӧ ӧ | П п | Р р | С с |
| Т т | У у | Ӱ ӱ | Ф ф | Х х | Ц ц | Ч ч | Ш ш |
| Щ щ | ъ   | Ы ы | ь   | Э э | Ӭ ӭ | Ю ю | Я я |